# Raión de Maloarjánguelsk
El raión de Maloarjánguelsk (ruso: Малоарха́нгельский райо́н) es un distrito administrativo y municipal (raión) ruso perteneciente a la óblast de Oriol. Se ubica en el sur de la óblast. Su capital es Maloarjánguelsk.
En 2023, el raión tenía una población de 9363 habitantes.
El raión es limítrofe al suroeste con la óblast de Kursk.

## Subdivisiones
Comprende la ciudad de Maloarjánguelsk (la capital, que forma un ayuntamiento urbano sin pedanías) y 91 localidades rurales, estas últimas agrupadas en los siguientes siete asentamientos rurales:
- Gúbkino
- Dubovik
- "Léninskoye" (con capital en Kámenka)
- Lúkovets
- "Oktiábrskoye" (con capital en Vtoraya Podgoródniaya)
- "Pervomáiskoye" (con capital en Pérvaya Iván)
- "Podgoródnenskoye" (con capital en Nóvaya Stroika)